# 並河車站
並河車站（日语：／ Namikawa eki */?）是一由西日本旅客鐵道（JR西日本）所經營的鐵路車站，位於日本京都府龜岡市大井町，是山陰本線（嵯峨野線）沿線車站之一，隸屬於JR西日本京都支社管轄範圍，但委託由JR西日本的子公司JR西日本交通服務（ジェイアール西日本交通サービス）代為經營，是一個業務委託車站。
並河車站在1935年設站時的原址位於今日站址南側約120公尺處，1989年配合站內雙線化工程（並河車站原本只有一座月台一條乘車線），車站向北側遷移，而原本的舊站址基地則改建為鐵道歷史公園，裡面放置了包括DD51型柴油機車（1040號）與新幹線0系電聯車（22型1003號）的車頭等退役的車輛，供民眾參觀。

## 車站結構
對向式月台2面2線的地面車站。2009年11月至龜岡站的複線化完工後，由於沒有轉轍器與絕對信號機被定義於停留所。站舍位於2號月台側，對側1號月台以跨線天橋連絡。跨線天橋連接兩月台側均設有升降機。

### 月台配置
| 月台 | 路線     | 方向 | 目的地           |
| ---- | -------- | ---- | ---------------- |
| 1    | 嵯峨野線 | 上行 | 龜岡、京都方向   |
| 2    | 嵯峨野線 | 下行 | 園部、福知山方向 |

## 使用情況
2017年（平成29年）度1日平均上車人次為3,252人。
由於過去連普通列車也通過此站，故此車站曾經十分安靜，嵯峨野線高速化與龜岡市變成京都市中心的睡城後，使用人數逐漸增加。
1日平均上車人次如下表。
| 年度   | 1日平均 上車人次 |
| ------ | ---------------- |
| 1999年 | 2,748            |
| 2000年 | 2,718            |
| 2001年 | 2,704            |
| 2002年 | 2,641            |
| 2003年 | 2,762            |
| 2004年 | 2,822            |
| 2005年 | 2,863            |
| 2006年 | 2,995            |
| 2007年 | 3,063            |
| 2008年 | 3,055            |
| 2009年 | 3,016            |
| 2010年 | 2,962            |
| 2011年 | 3,008            |
| 2012年 | 3,000            |
| 2013年 | 3,156            |
| 2014年 | 3,093            |
| 2015年 | 3,197            |
| 2016年 | 3,225            |
| 2017年 | 3,252            |
| 2018年 | 3,293            |

## 相鄰車站
西日本旅客鐵道
 嵯峨野線（山陰本線）
■快速、■普通
龜岡（JR-E11）－並河（JR-E12）－千代川（JR-E13）

## 外部連結
- 並河｜車站資訊：JR出門網 - 西日本旅客鐵道